# Mistrzostwa Świata w Kolarstwie Górskim 2000
11. Mistrzostwa Świata w Kolarstwie Górskim – zawody sportowe, które odbyły się w dniach 3 czerwca - 11 czerwca 2000 roku w Sierra Nevada w Hiszpanii. Po raz pierwszy rozegrano tam zawody w dualu.

## Wyniki
| Konkurencja:        | Złoto:                                                                                  | Czas    | Srebro:                                                                        | Czas    | Brąz:                                                                | Czas    |
| Cross country       |                                                                                         |         |                                                                                |         |                                                                      |         |
| mężczyźni           | Miguel Martinez                                                                         | 2:17:38 | Roland Green                                                                   | 2:20:30 | Bart Brentjens                                                       | 2:22:29 |
| kobiety             | Margarita Fullana                                                                       | 2:07:42 | Alison Sydor                                                                   | 2:11:09 | Paola Pezzo                                                          | 2:11:56 |
| mężczyźni do lat 23 | José Antonio Hermida                                                                    | 2:08:34 | Marti Gispert                                                                  | 2:12:16 | Kashi Leuchs                                                         | 2:12:49 |
| juniorzy            | Walker Ferguson                                                                         | 1:43:31 | Iñaki Lejarreta                                                                | 1:44:01 | Florian Vogel                                                        | 1:44:19 |
| juniorki            | Sonja Traxel                                                                            | 1:23:42 | Maja Włoszczowska                                                              | 1:25:26 | Nicole Cooke                                                         | 1:26:01 |
| sztafeta mieszana   | Hiszpania · Roberto Lezaun · Margarita Fullana · Iñaki Lejarreta · José Antonio Hermida | 2:08:14 | Szwajcaria · Christoph Sauser · Florian Vogel · Barbara Blatter · Silvio Bundi | 2:13:04 | Włochy · Marco Bui · Leonardo Zanotti · Mirko Faranisi · Paola Pezzo | 2:14:17 |
| Downhill            |                                                                                         |         |                                                                                |         |                                                                      |         |
| mężczyźni           | Myles Rockwell                                                                          | 3:55,01 | Steve Peat                                                                     | 3:55,59 | Mickaël Pascal                                                       | 3:55,69 |
| kobiety             | Anne-Caroline Chausson                                                                  | 4:18,13 | Katja Repo                                                                     | 4:19,26 | Marla Streb                                                          | 4:20,03 |
| juniorzy            | Julien Poomans                                                                          | 4:08,19 | Michael Hannah                                                                 | 4:08,42 | Jean-Paul Labossière                                                 | 4:10,65 |
| juniorki            | Kathy Pruitt                                                                            | 4:33,08 | Helen Gaskell                                                                  | 4:37,11 | Fionn Griffiths                                                      | 4:37,34 |
| Dual                |                                                                                         |         |                                                                                |         |                                                                      |         |
| mężczyźni           | Wade Bootes                                                                             |         | Brian Lopes                                                                    |         | Mickael Deldycke                                                     |         |
| kobiety             | Anne-Caroline Chausson                                                                  |         | Tara Llanes                                                                    |         | Sabrina Jonnier                                                      |         |

## Tabela medalowa
| Miejsce | Państwo           |   |   |   | Razem |
| ------- | ----------------- | - | - | - | ----- |
| 1.      | Francja           | 4 | 0 | 4 | 8     |
| 2.      | Stany Zjednoczone | 2 | 2 | 1 | 5     |
| 3.      | Australia         | 1 | 1 | 1 | 3     |
|         | Szwajcaria        | 1 | 1 | 1 | 3     |
| 5.      | Wielka Brytania   | 0 | 3 | 2 | 5     |
| 6.      | Kanada            | 0 | 2 | 0 | 2     |
| 7.      | Polska            | 0 | 1 | 0 | 1     |
| 8.      | Włochy            | 0 | 0 | 2 | 2     |
| 9.      | Holandia          | 0 | 0 | 1 | 1     |